# У Ибин
У Ибин (кит. трад. 吳易昺, упр. 吴易昺, пиньинь Wú Yìbǐng; род. 14 октября 1999, Ханчжоу) — китайский профессиональный теннисист. Победитель одного турнира ATP в одиночном разряде; серебряный призёр Азиатских игр 2018 года в одиночном разряде.
Победитель двух юниорских турниров Большого шлема в одиночном и парном разрядах: Открытого чемпионата США-2017; бывшая первая ракетка мира в юниорском рейтинге ITF (2017).

## Общая информация
Отец — Кан — бывший боксёр, а в настоящее время учитель физкультуры. Мать — Фан по профессии дизайнер интерьеров. 
Китаец начал играть в теннис в шесть лет, чтобы похудеть. Любимое покрытие — хард; любимый игрок во время взросления — Энди Маррей.

## Спортивная карьера
В юношеском туре У Ибин осенью 2017 года стал первым номером в мировом рейтинге среди юниоров. В 2016 году он вышел в финал престижного юниорского турнира Orange Bowl, где уступил сербу Миомиру Кецмановичу со счетом 3-6, 1-6. В 2017 году на Открытом чемпионате США он смог победить как в одиночных, так и в парных соревнованиях. Таким образом, стал первым китайцем, выигравшим титул юниорского турнира Большого шлема.
В профессиональном туре Ибин стал играть только с 2017 года и в основном участвовал на «фьючерсах» и «челленджерах», выиграв по одному титулу в этих сериях.
В рамках мирового тура ATP дебютировал в 2017 году в Чэнду. Он получил приглашение как в одиночный, так и в парный турнир. Однако проиграла оба стартовых матча. Вскоре после этого он сыграл свой первый турнир Мастерс в Шанхае, получив приглашение в одиночный и парный турнир. В первом раунде, в парном разряде со своим партнёром У Ди он добился неожиданного успеха против Фабриса Мартена и Эдуарда Роже-Васслена. Затем они проиграли дуэту Оливеру Мараху и Мате Павичу.
В 2017 году был включён в состав китайской команды на Кубок Дэвиса. Свой первый матч он выиграл у Джейсона Юнга.
В 2022 году У Ибин дебютировал на Открытом чемпионате США и сумел выйти в третий раунд. По ходу турнира обыграл 31-го сеянного Николоза Басилашвили и португальца Нуну Боржеша. Уступил только Даниилу Медведеву — 4-6 2-6 2-6.
На Открытом чемпионате Австралии 2023 года китаец, получив уайлд-кард, сыграл в основной сетке свой первый матч и в пяти сетях уступил французу Корантену Муте. 
В феврале 2023 года на турнире в Далласе У Ибин праздновал успех, став первым в истории теннисистом из Китая, выигравшим титул на турнире ATP-тура. В финале он обыграл американца Джона Изнера со счётом 6-7(4-7) 7-6(7-3) 7-6(14-12). По ходу матча У Ибин отыграл у Изнера, который сделал 44 эйса, 4 матчбола.
В мае 2023 года поднялся на высшее в карьере 54-е место в рейтинге.
В 2024 году сыграл только на 6 турнирах и закончил год на 408-м месте в рейтинге.

## Рейтинг на конец года
| Год  | Одиночный рейтинг | Парный рейтинг |
| 2024 | 408               | —              |
| 2023 | 121               | 573            |
| 2022 | 116               | 1162           |
| 2021 | 1119              | 1539           |
| 2020 | 891               | 1251           |
| 2019 | 854               | 1176           |
| 2018 | 306               | 624            |
| 2017 | 313               | 304            |
| 2017 | 932               | 1553           |

## Выступления на турнирах

### Финалы турнировATPв одиночном разряде (1)

#### Победы (1)
| Легенда                     |
| --------------------------- |
| Турниры Большого шлема (0*) |
| Итоговый турнир ATP (0)     |
| ATP Мастерс 1000 (0)        |
| АТР 500 (0)                 |
| АТР 250 (1)                 |

| Титулы по покрытиям | Титулы по месту проведения матчей турнира |
| ------------------- | ----------------------------------------- |
| Хард (1*)           | Зал (1)                                   |
| Грунт (0)           | Зал (1)                                   |
| Трава (0)           | Открытый воздух (0)                       |
| Ковёр (0)           | Открытый воздух (0)                       |

* количество побед в одиночном разряде.
| №  | Дата            | Турнир      | Покрытие   | Соперник в финале | Счёт                  |
| 1. | 12 февраля 2023 | Даллас, США | Хард (зал) | Джон Изнер        | 6-7(4) 7-6(3) 7-6(12) |